# Papiervoss

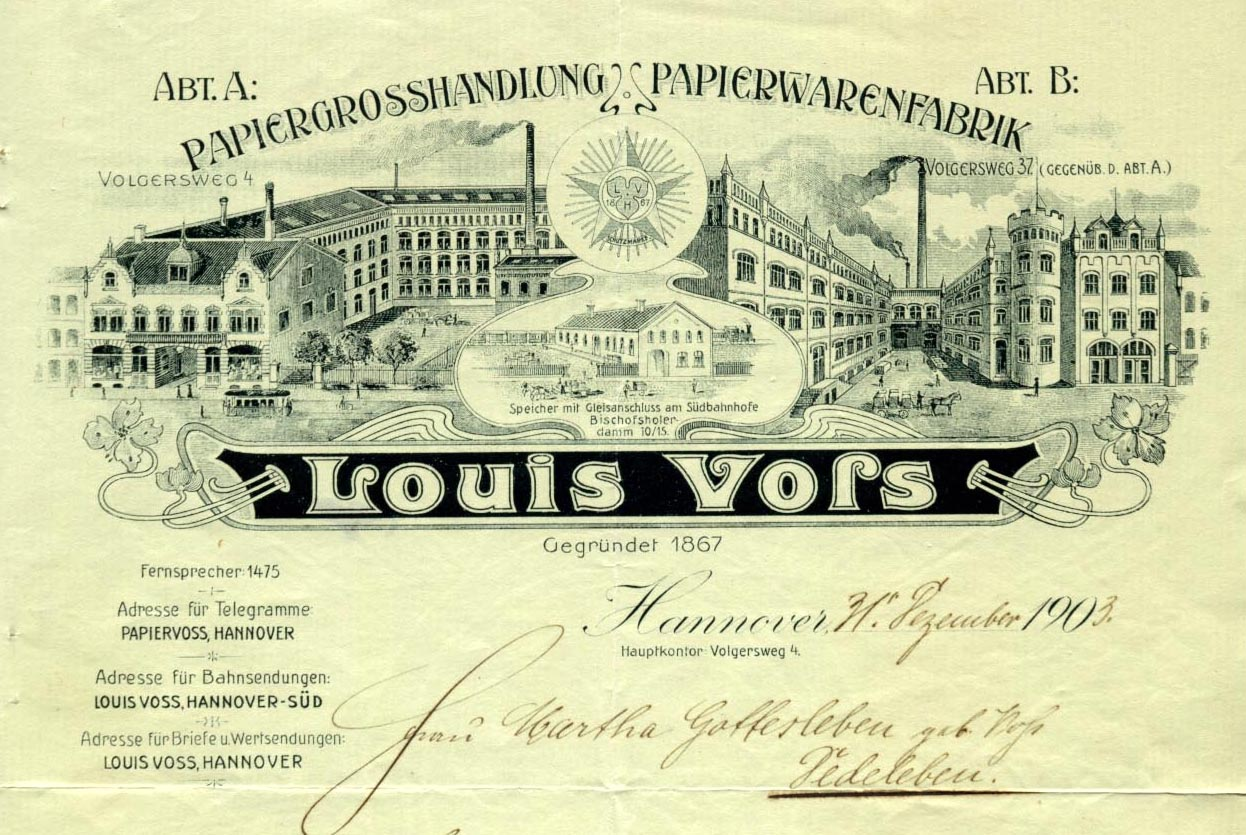
1903 datierter Briefkopf von Louis Voss mit Ansichten der Fabriken im Volgersweg und dem Magazin mit Gleisanschluss am Südbahnhof

Papiervoss war der Kurzname eines im 19. Jahrhundert in Hannover gegründeten Papierwaren-Herstellers und -Großhändlers. Er war mit seinen Schreibheften für Schüler ein international agierender Marktführer.

## Geschichte

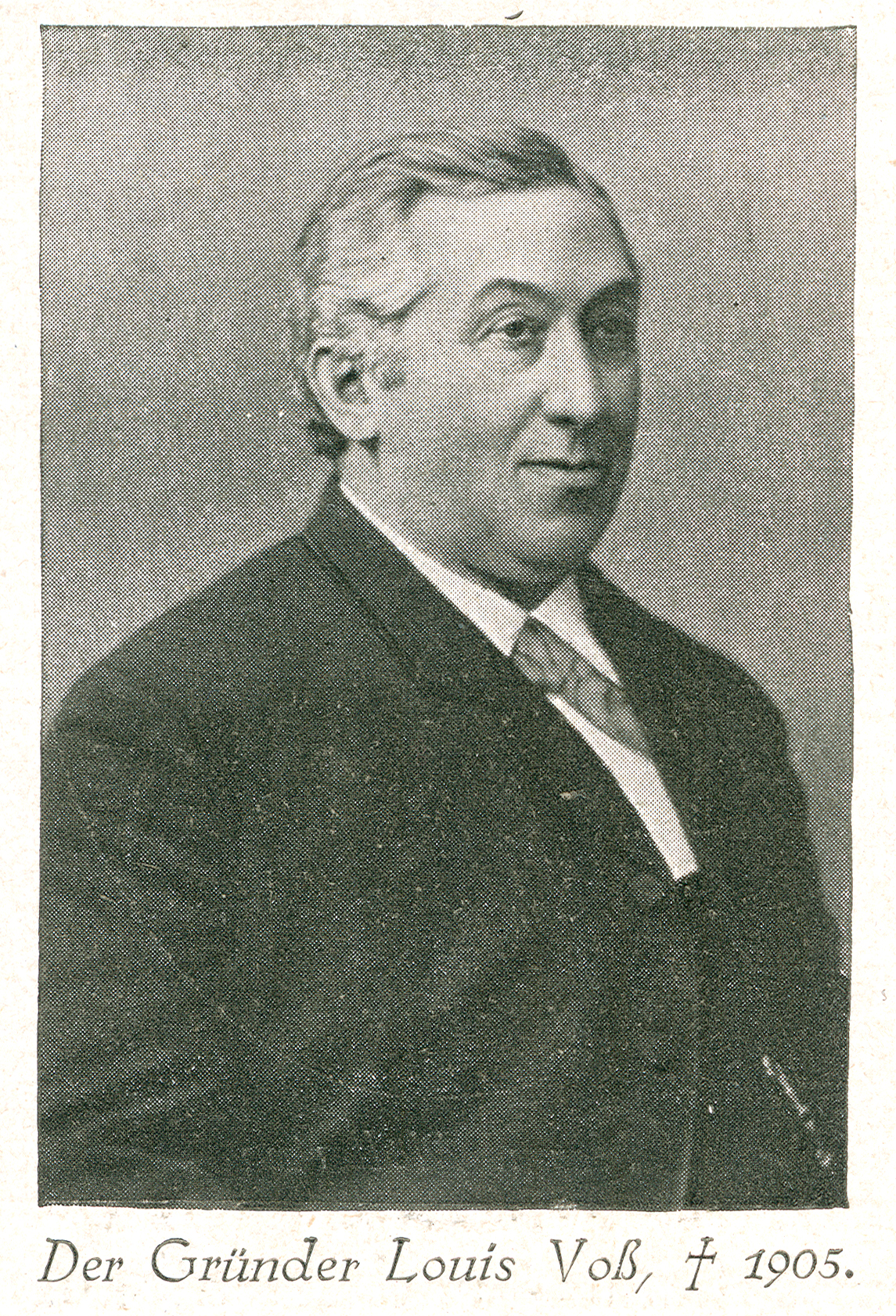
Der Firmengründer Louis Voß (1830–1905)

Der während der Industrialisierung des Königreichs Hannover geborene Louis Voß (1830–1905) war ein Sohn des Salzfuhrmanns Franz Edmund Voß (* 31. März 1792 in Kniestedt; † 18. März 1867 in Groß Mahner) und der Johanne Sophie Strube (* 21. Oktober 1799 in Groß Mahner; † 11. November 1887 in Groß Mahner). Nach der Annexion des Königreichs durch Preußen eröffnete Louis Voß in der ehemaligen Residenzstadt Hannover, nunmehr Hauptstadt der preußischen Provinz Hannover, 1867 in der Burgstraße 9 vor dem Ballhof ein Papier-Ladengeschäft unter seinem eigenen Namen Louis Voss. Durch die eigene Herstellung qualitativ guter wie auch preiswerter Schulschreibhefte brachte es „Voß“ oder „der Schreibheftekönig“ in der Stadt zu einer gewissen Berühmtheit.
Noch in der Gründerzeit des Deutschen Kaiserreichs trat 1895 Louis Voss’ Sohn Ludwig Voß (* 24. März 1871) in das väterliche Geschäft ein und erweiterte das Unternehmen durch eine Ausweitung der Schulhefteproduktion, wofür auf einem am Volgersweg gekauften Grundstück zunächst ein kleines Geschäftsgebäude errichtet wurde. Von diesem Großhandels-Standort aus wurden die Produkte lediglich an Wiederverkäufer abgegeben oder versandt, während der Vater bis zu seinem Tode weiterhin das Ladengeschäft in der Altstadt Hannovers betrieb, das erst 1905 aufgegeben wurde.
Nachdem das Unternehmen am Volgersweg schon nach wenigen Jahren zu einem Großbetrieb angewachsen war, erwarb Ludwig Voß das Hinterland eines in der Straße gegenüberliegenden Grundstückes und errichtete am Volgersweg 37 einen weiteren Neubau für die „Abteilung B“, die Papierwarenfabrik. Zudem verfügte das Unternehmen bereits um 1900 über eine weitere Immobilie, einen Speicher mit eingefriedetem Grundstück am Südbahnhof mit eigenem Gleisanschluss unter der – damaligen – Adresse Bischofsholer Damm 10–15.
Schon im Jahr 1904 war der Platz an beiden Standorten im Volgersweg wiederum zu beengt geworden, so dass das Unternehmen nun einen großen zusammenhängenden und verkehrstechnisch günstig gelegenen Grundstücks-Komplex mit den Einzel-Grundstücken Celler Straße 142 und 143 sowie Kohlrauschstraße 1 bis 4 erwarb, um dort einen imposanten Neubau zu errichten. Wohl noch in der Kaiserzeit schuf das in Hannover betriebene „Atelier für Hochperspektive“ von P. Breidert eine belebte und sicherlich geschönte Ansicht des vierstöckigen langgezogenen Werkes mit Wohnungen, in dem neben verschiedenen Pferdekutschen als Transportmittel die damalige Straßenbahn und auch schon ein erstes Automobil zu sehen ist.
Spätestens nach dem Ersten Weltkrieg hatte sich die Papiervoss-H.-G. zum führenden Anbieter von Schreibheften sowie auf dem Gebiet der Weimarer Republik wie auch im Ausland entwickelt. Dennoch lag die Haupttätigkeit des Unternehmens im Papiergroßhandel, dessen weiter gestiegene Ausdehnung zu einer Unternehmens-Teilung führte:
1. Eine Großhandlung für Packpapier, die als Aktiengesellschaft „im Anschluss an das Papierwerk Osthofen unter der Firma“ Vereinigte Papierwerke Ebert-Voss A.-G. errichtet wurde und auch Tüten sowie Klosettpapier fabrizierte, und
2. eine von der Firma Voß-Papier-Handelsgesellschaft geführte sogenannte Feinpapier-Abteilung als Großhandel von Papieren für Druckereien, Papierverarbeitungs-Werke und Papierladengeschäften. In dieses Unternehmen trat 1925 der zuvor langjährig als Prokurist der Papiervoss tätig gewesene „Herr Feldmann“ als Direktor ein.[1]

Inmitten des Kriegsjahres 1942 feierte Papiervoss am 4. Juli sein 75-jähriges Bestehen. Ein Jahr später wurden im Oktober 1943 die Firmengebäude bei Luftangriffen schwer getroffen. Die Firmenchronik beschreibt, dass das Fabrikgebäude sowie Teile des Speichergebäudes ausbrannten. Nach Notreparaturen waren bereits einen Monat später Teile des Kellers, des Speichers und der Hof nutzbar, sodass die Produktion wieder aufgenommen werden konnte. Nach Ende des Zweiten Weltkriegs erfolgte der Wiederaufbau der alten Geschäftsräume. Bis Ende 1973 führte Papiervoss seinen Geschäftsbetrieb weiter, ab 1972 wegen marktwirtschaftlicher Veränderungen und des Alters des Firmenchefs Werner Voss jedoch nur noch in eingeschränktem Rahmen. 1973/74 wurde der Betrieb ganz eingestellt und die Firma Papiervoss im Handelsregister Hannover gelöscht.

## Archivalien
Archivalien von und über Louis Voß, Papiervoss und verbundene Unternehmen finden sich beispielsweise
- als handschriftlicher Brief vom 2. Dezember 1911 von H. G. Papiervoß (vormals Louis Voß) an Vandenhoeck und Ruprecht (in Göttingen), findbar in der Handschriftenabteilung der Staatsbibliothek Berlin, Signatur Nachl. 494, G 1888-1936. G 1911. 073[5]